# Hansenulus trebax
Hansenulus trebax är en kräftdjursart som beskrevs av Heron och Damkaer 1986. Hansenulus trebax ingår i släktet Hansenulus och familjen Nicothoidae. Inga underarter finns listade i Catalogue of Life.